# George Oosthoek
George Geoffrey Oosthoek (1 de noviembre, Utrecht, Países Bajos) es un músico neerlandés, conocido por haber sido el vocalista de la banda de metal gótico/death metal melódico Orphanage, y actual vocalista de MaYaN.
Es un músico versátil, que ha demostrado sus habilidades musicales en diversas bandas como artista invitado y en giras mundiales. Además de cantar, se ha desempeñado como baterista de la banda de stoner metal/sludge metal Doghouse Gallows.

## Discografía

### MaYaN
- Dhyana (2018)
- Undercurrent EP (2018)

### Shinigami
- The Arcane Order EP (2016)

### Doghouse Gallows
- Dodgy Deals (batería, 2009)
- Pie Taster, Demo (batería, 2010)
- That Which No Canvas Could Withstand (batería, 2013)

### Orphanage
- Oblivion (1995)
- By Time Alone (1996)
- At The Mountains Of Madness EP (1997)
- Inside (2000)
- The Sign Tour EP (2003)
- Driven (2004)

## Colaboraciones

### Ayreon
- Into the Electric Castle (1998) - Voces

### Delain
- Amenity (2002) - Voces
- Lucidity (2006) - Voces en pistas 3, 11, 12
- The Human Contradiction (2014) - Voces en pista 5
- A Decade of Delain - Live at Paradiso (2017) - Voces en pista 19
- Hunter's Moon EP (2019) - Voces en pista 5

### Within Temptation
- Enter (1997) - Voces en pista 4
- Mother Earth Tour (2003) - Voces en pista 11
- The Silent Force Tour (2005) - Voces en pista 17
- Black Symphony (2008) - Voces en pista 14
- Let Us Burn - Elements & Hydra Live In Concert . Voces en pista 11